# Aleksander Iskrzycki
Aleksander Iskrzycki (rus. Олександр Іскрицький – Ołeksandr Iskrycki/Iskryćkyj; ur. 1842, zm. w maju 1910 w Krakowie) – doktor praw, adwokat, działacz polityczny i społeczny.

## Życiorys
Z pochodzenia był Rusinem. Pochodził z Caryńskiego, gdzie jego ojciec był ruskim proboszczem wyznania greckokatolickiego.

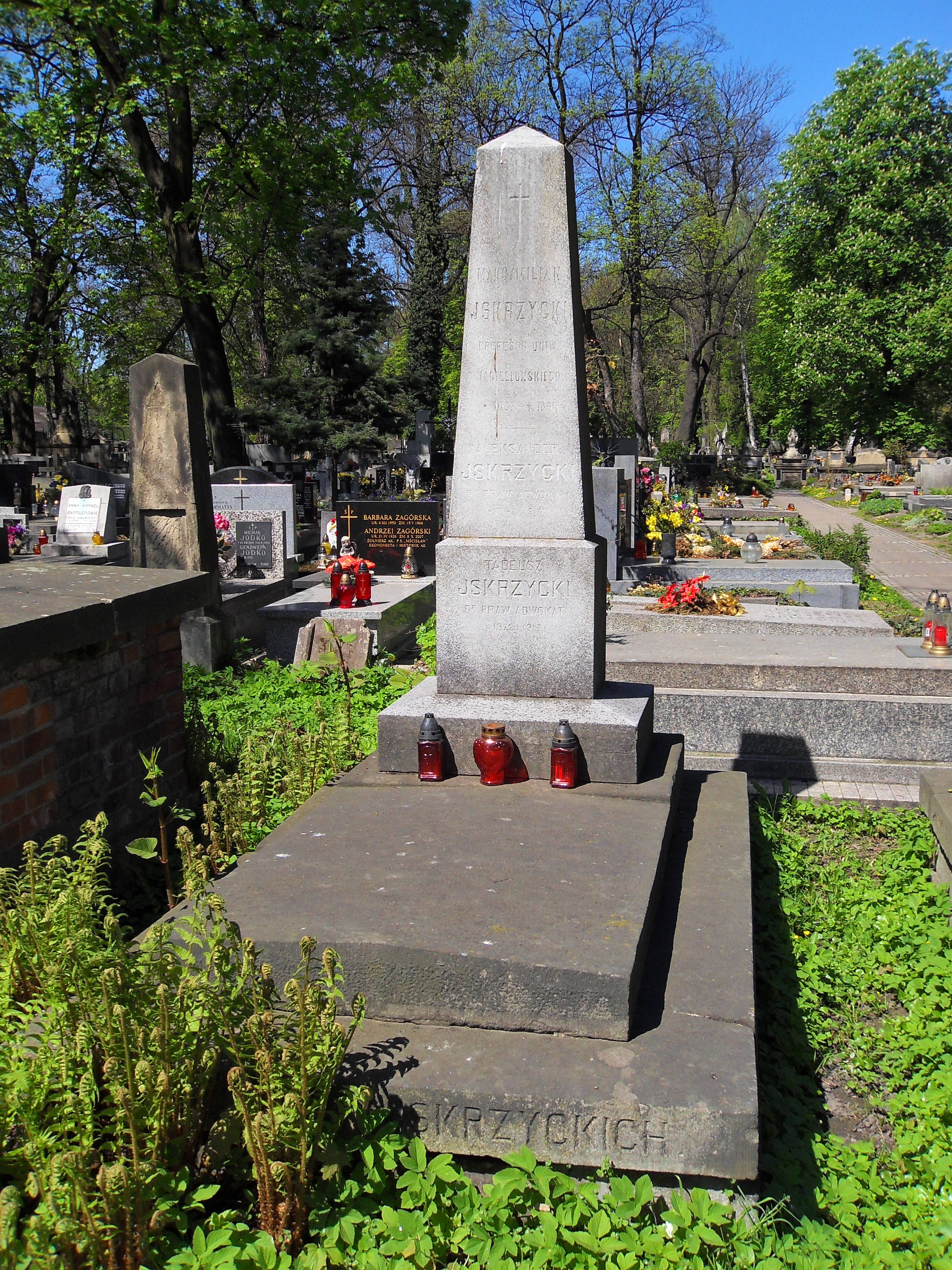
Grobowiec Aleksandra, Maksymiliana i Tadeusza Iskrzyckich

Ukończył studia prawnicze na Wydziale Prawa Uniwersytetu Lwowskiego uzyskując stopień naukowy doktora. W 1872 osiadł w Sanoku. Był adwokatem przy C. K. Sądzie Powiatowym w Sanoku, a po ustanowieniu w 1887, przy C. K. Sądzie Obwodowym w Sanoku. 31 maja 1879 został wybrany członkiem rady zawiadowczej stowarzyszenia urzędników w Sanoku. W 1884 założył kancelarię adwokacką w Sanoku i działał w mieście jako adwokat do ostatnich lat życia. Został wybrany przysięgłym głównym trzeciej kadencji Sądu Przysięgłych w Przemyślu trwającej od 24 sierpnia 1885 na okres trzech lat. Należał do Przemyskiej Izby Adwokatów. Był znanym i zasłużonym w Sanoku urzędnikiem w zawodzie adwokackim, w zawodzie występującym jako mecenas oraz przede wszystkim obrońca w sprawach karnych. Został określony mianem nestora sanockich adwokatów.
Został członkiem Rady c. k. powiatu sanockiego, wybrany z grupy gmin miejskich i pełnił funkcję członka wydziału powiatowego (1882, 1883, 1884). Ponownie wybrany do Rady w 1903 w grupy gmin wiejskich, raz jeszcze wybrany w 1907 z grupy gmin wiejskich. Był wybierany radnym rady miejskiej w Sanoku: 1881 (wybory uzupełniające), 1884 – zostawał wówczas asesorem (12 lutego 1885 złożył rezygnację z urzędu radnego, asesora i syndyka gminnego, która nie została przyjęta przez Radę i został uproszony, by nadal pełnić te obowiązki)), potem pełnił mandat w kolejnych latach (1891, 1894), w późniejszych latach na przełomie XIX/XX wieku. W 1883 był w delegacji miasta na organizowane w Krakowie obchody 200. rocznicy bitwy pod Wiedniem (1683–1883). Od około 1893 był syndykiem w magistracie miasta Sanoka. W grudniu 1906 przed sądem toczyła się sprawa wytoczona przez Iskrzyckiego przeciw gminie miasta Sanoka o zapłacenie wynagrodzenia w wysokości 12 tys. koron.
W wyborach do Sejmu Krajowego Galicji kadencji V (1882–1889) uzyskał mandat w IV kurii okręgu Lisko – Baligród – Lutowiska, uzyskując niewielką przewagą głosów, po czym złożył mandat 27 września 1883 i uznano wybór Teofila Żurowskiego. Kandydował do Sejmu kadencji VI (1889–1895), w 1895 zadeklarował kandydowanie na kadencję VII (1895–1901) kooperując wówczas z ruchem ludowym i partią ruską (także rok później po zwolnieniu mandatu w wyborach uzupełniających w 1896), w 1900 został kandydatem do Sejmu Krajowego Galicji VIII kadencji (1901–1907) stając w gronie reprezentantów stronnictwa demokratycznego, w 1907 występował na wiecu ludowców przed wyborami na kadencję IX (1908–1913).
Brał aktywny udział w życiu politycznym, w tym podczas posiedzeń rad powiatowej i rady miejskiej w Sanoku. Jednocześnie pojawiały się zarzuty, iż zachowywał się wówczas w sposób niesubordynowany, prowadził obstrukcję oraz przeciągłe wywody i monologi. Wskazywano też inne zarzuty (np. że prowadził agitację wyborczą). W sposób niezdyscyplinowany zachowywał się 19 października 1896 na wiecu ks. Stanisława Stojałowskiego w Rymanowie. Po bulwersującym opinię publiczną aresztowaniu księdza w Sanoku w październiku 1896 Iskrzycki interpelował w tej sprawie u posła do Rady Państwa, Engelberta Pernerstorfera. Przed wyborami w 1895 deklarował się jako Rusin z pochodzenia, a z przekonań wieloletni demokrata (w czasach studiów miał być sekretarzem organizacji demokratów), odżegnujący się od ruchu moskalofilstwa. Według publikacji w dzienniku „Nowa Reforma” w 1895 Iskrzycki był Rusinem-moskalofilem. Działał w ruchu politycznym komitetu ruskiego na ziemi sanockiej. Wydanie „Kurjera Warszawskiego” z 1884 opisując przywódców rusińskich cytowało A. Iskrzyckiego. Wydania pism „Kuriera Lwowskiego” i „Nowej Reformy” w 1900 wskazały, iż jest to ruski radykał, który kandyduje przy każdych wyborach, bo ma to w swoim zwyczaju i uważa za konkurs. Sam Iskrzycki podczas wiecu Towarzystwa Szkoły Ludowej w Sanoku 4 grudnia 1905, w trakcie którego wyraził się jako zwolennik „międzynarodowej Polski”, przyznał, że Polakiem być nie może, gdyż urodził się Rusinem; Rusinem nie jest, gdyż wzrósł wśród otoczenia i wpływów polskich – jest więc sobie Krajowym (z tego względu w prasie został określony jako krajowiec). Według historyka Alojzego Zieleckiego Iskrzycki był działaczem ruchu narodowo-demokratycznego (wraz z nim m.in. Paweł Biedka, Adam Pytel, Wojciech Ślączka).
Aleksander Iskrzycki był czynny również na polu zarobkowym. Został prezesem rady założonego w 1884 w Sanoku stowarzyszenia zarobkowego pod nazwą Spółka Handlu Skór w Sanoku, prezesem rady zawiadowczej założonego w 1886 stowarzyszenia spożywczego pod nazwą Okrużnaja Narodnaja Torhowla (obszczestwo zarej. z ohran. porukoju). Działał także na polu społecznym. 8 września 1885 został wybrany prezesem zorganizowanego w Sanoku zjazdu podczas walnego zgromadzenia członków ruskiego Towarzystwa im. Michała Kaczkowskiego. Był członkiem sanockiego biura powiatowego Stowarzyszenia Czerwonego Krzyża mężczyzn i dam w Galicji. Należał do Towarzystwa Zaliczkowego w Sanoku. Został członkiem sanockiego gniazda Polskiego Towarzystwa Gimnastycznego „Sokół” (1890/1891). Był dietariuszem wiedeńskiego stowarzyszenia „Samopomoc”. Był zastępcą prezesa rady nadzorczej Towarzystwa Wzajemnego Kredytowego „Beskid” (Obszczestwo Wzaimnoho Kredytu „Beskid”) działającego w budynku przy ul. Tadeusza Kościuszki.
Zmarł w maju 1910 w Krakowie w wieku 68 lat. Został pochowany w grobowcu rodzinnym na cmentarzu Rakowickim w Krakowie (kwatera Fd); wraz z nim pochowani zostali tam także Maksymilian Iskrzycki (1837–1892, nauczyciel, profesor UJ) i Tadeusz Iskrzycki (1872–1913, adwokat).
Pod koniec 1910 toczyła się sprawa spadkowa po Aleksandrze Iskrzyckim, którą prowadził c. k. notariusz jako komisarz sądowy, Antoni Kokurewicz.